# Za križen

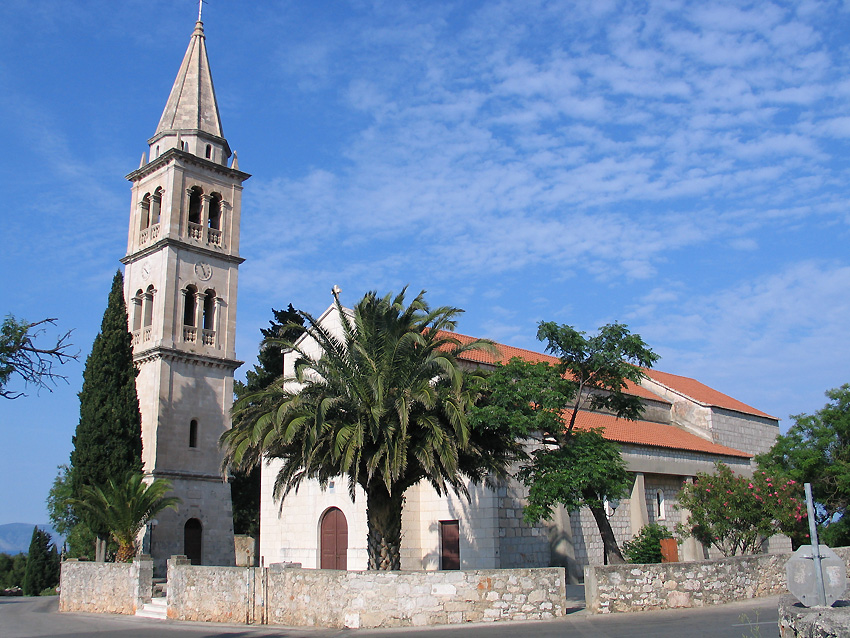
Una chiesa nell'isola di Lesina.

Za križen (nella pronuncia croata: [za kriʒɛn], in italiano: Seguendo la Croce) è una processione notturna che si svolge ogni anno nella notte tra il Giovedì santo e il Venerdì santo sull'isola di Lesina, in Croazia.
La manifestazione ha secoli di tradizione ed è inclusa nell'elenco dei Beni culturali immateriali dell'UNESCO.
La processione è una cerimonia unica di una devozione particolare e un'espressione dell'identità religiosa e culturale degli abitanti della parte centrale dell'isola di Lesina che si tramanda ininterrottamente da cinque secoli. Eccezionale è anche la sua durata (la processione dura 8 ore e si percorrono 25 km) e la sua enfasi per il contenuto della Passione. L'organizzazione è affidata alle confraternite. La colonna portante della Processione è la Gospin plač ([ɡɔspiŋ pl̩atʃ]) (in italiano: il Pianto della Madonna), il testo ottosillabico della Passione (del XV secolo) che, sotto forma di dialogo musicale, è un canto prescelto dai cantori (kantaduri) ([kaŋtaduri])

## Descrizione
Za križen comincia ogni anno esattamente alle 22:00, in modo che sei processioni iniziano simultaneamente da sei chiese parrocchiali dalla parte centrale dell'isola, nei villaggi Verbagno, Verbosca, Gelsa, Pitti, Frísnigo e Svértice. La processione percorre un grande percorso circolare, in modo che alle 7:00 del mattino successivo ognuno ritorni al proprio punto di partenza.